# Rosenskinn
Rosenskinn (Corticium roseum) är en svampart som beskrevs av Pers. 1794. Rosenskinn ingår i släktet Corticium och familjen Corticiaceae.  Arten är reproducerande i Sverige. Inga underarter finns listade i Catalogue of Life.